# Gavy N.J
Gavy N.J（가비엔제이）は2005年にデビューした韓国の女子アイドルグループ。

グループ名は、歌うの「歌」と、王妃の「妃」に、メンバーのイニシャルであるNとJを合わせたもの。メディア露出は少なめで、息の長い歌手を目指している。『Lie』のミュージックビデオにはビビアン・スーが出演している。

## メンバー
- ノ・シヒョン(노시현)　1988年生
- ジェニー(제니)　1988年生
- コンジ(건지)　1992年生
  - BGH4で2006年デビュー。2009年からGavy N.Jに合流。

### 旧メンバー
- チョン・ヘミン　1982年生
  - 健康問題を理由に2009年7月に脱退。
- チャン・ヒヨン　1985年生
  - 2011年11月に脱退。現在はソロで活動中。
- ミスティ　1985年生
  - 2012年に脱退。

## ディスコグラフィー

### アルバム
- 1集「The Very First」(2005年)
- 2集「the very surprise」(2006年)
- 3集「the beginning」(2008年)
  - ボーナストラックを追加した限定版「恋愛小説」もある。
- 4集 Side A「Heartbreak Hotel」(2009年)
- 4集 Side B「ひまわり」(2010年)
- 5集 Side A「Glossy」(2010年)
- 5集 Side B「ガビー効果」(2011年)
- 6集 Part 1 「Gavish」(2014年)
- 6集 Part 2 「She」(2014年)
- 7集 Part 1 「Hello] (2015年)

#### ベストアルバム
- 「a final reminder」(2009年)

## メディア出演
2012年5月　KBS、MBC、TVプログラム出演

## 受賞歴
第21回 ゴールデンディスク賞 新人賞